# Novate Mezzola
Novate Mezzola är en ort och kommun i provinsen Sondrio i regionen Lombardiet i Italien. Kommunen hade 1 899 invånare (2018).